# Карагандинский академический театр музыкальной комедии
Карагандинский академический театр музыкальной комедии (каз. Қарағанды музыкалық комедия театры; КАТМК) — единственный в Казахстане  театр музыкальной комедии.

## История
Театр основан в 1973 году в городе Темиртау. Первый театральный сезон был открыт 16 ноября 1973 года опереттой И. О. Дунаевского «Вольный ветер». В 1980 году театр переехал в Караганду в специально построенное здание, соединённое галереей с Дворцом культуры горняков. В 2000 году получил статус академического.
С первых дней основания театра в труппе работали сложившиеся актёры, работавшие ранее в других городах страны. В их числе были народный артист РСФСР Игорь Войнаровский, заслуженная артистка РСФСР(1961), народная артистка КазССР(1981) Нина Симонова-Войнаровская, заслуженные артисты КазССР Владимир Сухов, Елена Моканова, Борис Каркач, Иван Трунов, Владислав Злыгарев, Валентин Воробьев, Надежда Мельникова-Байрачная, Леонид Мельников, засл.арт. РСФСР Анатолий Пидгородецкий. Первым главным режиссёром с 1973 по 1987 год (c перерывом) был заслуженный деятель искусств КазССР Вадим Григорьев. В театре осуществили свои постановки известные мастера оперетты Борис Рябикин, Анатолий Казинер, Виктор Гончаренко, Борис Бруштейн .
Репертуар насчитывает более 280 постановок, как мировой классической оперетты, так и современной, как казахских авторов («Алдар Косе» А. Исаковой), российских композиторов («Севастопольский вальс» К. Я. Листова, «Свадьба в Малиновке» Б. А. Александрова, «Поцелуй Чаниты» Ю. С. Милютина), так и мировых классиков жанра («Летучая мышь» И.Штрауса, «Сильва» и «Фиалка Монмартра» И.Кальмана) и др. На сцене театра ставятся мюзиклы, шоу, балеты, оперы, сольные концерты, вечера романсов, праздничные программы к знаменательным датам.
В труппе более 150 артистов, в коллективе есть хор, балетная труппа, солисты, оркестр. Общая численность коллектива театра — 342 человека. В Карагандинском академическом театре музыкальной комедии 2 заслуженных деятеля Казахстана, 4 лауреата международных конкурсов, 4 дипломанта международных фестивалей, 2 кавалера ордена «Курмет», 2 обладателя премий и наград по СТД РК «Енликгул», многие удостоены премий Акима области и Управления культуры, награждены грамотами городского, областного и республиканского уровней.
Театр знают не только в Казахстане, но и в странах СНГ и дальнего зарубежья. За все время существования труппа театра побывала с гастролями в 220 городах Казахстана, России, Украины, Беларуси, Таджикистана, Кыргызстана, Китая; в свою очередь, на сцене КАТМК выступили солисты 35 музыкальных театров, лауреаты международных конкурсов из СНГ и дальнего зарубежья.
Карагандинский академический театр музыкальной комедии возглавляет лауреат международных конкурсов, заслуженный деятель Республики Казахстан Амантай Ибраев.